# Klášter Aulne
Klášter Aulne byl středověký klášter nedaleko belgického města Thuin v Henegavsku.
Původně benediktinská fundace z roku 657 byla v průběhu 12. století změněna na fundaci cisterciáckou. Mateřským klášterem byl francouzský klášter Clairvaux. Klášter zanikl roku 1794 za revoluce.